# Sahibganj (Distrikt)
Sahibganj ist ein Distrikt im indischen Bundesstaat Jharkhand. Die Fläche beträgt 2063 km². Verwaltungssitz ist die gleichnamige Stadt Sahibganj. 

## Bevölkerung

### Übersicht
Die Einwohnerzahl lag bei 1.150.567 (2011). Die Bevölkerungswachstumsrate im Zeitraum von 2001 bis 2011 betrug 24,01 % und lag damit sehr hoch. Sahibganj hat ein Geschlechterverhältnis von 953 Frauen pro 1000 Männer und damit einen für Indien häufigen Männerüberschuss. Der Distrikt hatte 2011 eine Alphabetisierungsrate von 60,18 %, eine Steigerung um knapp 17 Prozentpunkte gegenüber dem Jahr 2001. Die Alphabetisierung liegt damit allerdings immer noch weit unter dem nationalen Durchschnitt. Knapp 54,6 % der Bevölkerung sind Hindus, ca. 34,6 % sind Muslime, ca. 7,3 % sind Christen, und ca. 3,6 % gaben keine Religionszugehörigkeit an oder praktizierten andere Religionen. 18,7 % der Bevölkerung sind Kinder unter 6 Jahre.

### Bevölkerungsentwicklung
In den ersten Jahrzehnten des 20. Jahrhunderts wuchs die Bevölkerung nur schwach. Dies wegen Seuchen, Krankheiten und Hungersnöten. Seit 1951 hat sich das Wachstum beschleunigt. Während die Bevölkerung in der ersten Hälfte des 20. Jahrhunderts um nur 29 % zunahm, betrug das Wachstum zwischen 1961 und 2011 178 %. Die Bevölkerungszunahme zwischen 2001 und 2011 lag bei 24,01 % oder rund 223.000 Menschen. Die Entwicklung verdeutlichen folgende Tabellen:
| Jahr      | 1901    | 1911    | 1921    | 1931    | 1941    | 1951    | 1961    | 1971    | 1981    | 1991    |
| Einwohner | 269.359 | 280.249 | 267.749 | 306.039 | 333.540 | 346.615 | 414.277 | 507.180 | 615.599 | 736.835 |

### Bedeutende Orte
Im Distrikt gibt es laut der Volkszählung 2011 zwar acht Orte, die als Städte (towns und census towns) gelten. Dennoch ist die Verstädterung gering. Dies widerspiegelt den geringen Anteil an städtischer Bevölkerung im Distrikt. Denn nur 159.666 der 1.150.567 Einwohner oder 13,88 % leben in städtischen Gebieten. Nur drei Ortschaften zählen mehr als 10.000 Einwohner. Dies sind:

### Volksgruppen
In Indien teilt man die Bevölkerung in die drei Kategorien general population, scheduled castes und scheduled tribes ein. Die scheduled castes (anerkannte Kasten) mit (2011) 72.341 Menschen (6,29 Prozent der Distriktsbevölkerung) werden heutzutage Dalit genannt (früher auch abschätzig Unberührbare betitelt). Die scheduled tribes sind die anerkannten Stammesgemeinschaften mit (2011)  Menschen ( Prozent der Distriktsbevölkerung), die sich selber als Adivasi bezeichnen. Zu ihnen gehören in Jharkhand 32 Volksgruppen. Sahibganj gehört zu denjenigen Bezirken, in denen die scheduled tribes stark vertreten sind. Mehr als 5000 Angehörige zählen die Santal (227.575 Menschen oder 19,78 % der Distriktsbevölkerung), Paharia (21.409 Menschen oder 1,86 % der Distriktsbevölkerung), Sauria Paharia (21.004 Menschen oder 1,83 % der Distriktsbevölkerung), Kharwar (10.431 Menschen oder 0,91 % der Distriktsbevölkerung) und Oraon (9635 Menschen oder 0,84 % der Distriktsbevölkerung).

### Bevölkerung des Distrikts nach Bekenntnissen
Eine knappe Mehrheit der Bevölkerung sind Hindus. Doch gibt es eine starke Minderheit an Muslimen und kleinere Minderheiten von Christen und Anhängern von traditionellen Religionen (Sarnaismus).
Die Anteile der Hindus schwanken in einem Bereich zwischen 34,62 % im Block Udhwa und 75,01 % im Block Sahibganj. Zwar ist die Anhängerschaft des Hinduismus in sieben von neun Blocks die Bevölkerungsmehrheit; doch erreichen sie eine klare Mehrheit nur in den beiden Blocks Sahibganj und Taljhari. 
Die lange Herrschaft muslimischer Dynastien vor der britischen Kolonialherrschaft macht sich bemerkbar. Denn die Anhängerschaft des Islam erreicht Werte zwischen 9,89 % im Block Taljhari und 63,73 % im Block Udhwa. Die Blocks Udhwa und Barharwa haben eine muslimische Mehrheit und im Block Rajmahal sind 45,57 % der Bevölkerung Muslime.
Die Hochburgen der Christen sind die Blocks Barhait, Borio, Mandro, Pathna und Taljhari, wo sie Bevölkerungsanteile zwischen 12,22 % (Borio) und 20,92 % (Taljhari) erreichen. Die Hochburg der Anhängerschaft von Traditionellen Religionen ist der Block Pathna, wo 8514 (oder 10,39 %) der Einwohnerschaft zu ihnen gehören. Die genaue religiöse Zusammensetzung der Bevölkerung zeigt folgende Tabelle:
| Jahr                                   | Buddhisten | Buddhisten | Christen | Christen | Hindus  | Hindus | Jainas | Jainas | Muslime | Muslime | Sikhs | Sikhs | Andere Religionen | Andere Religionen | keine Angaben | keine Angaben | Total     | Total    |
| Jahr                                   | Zahl       | %          | Zahl     | %        | Zahl    | %      | Zahl   | %      | Zahl    | %       | Zahl  | %     | Zahl              | %                 | Zahl          | %             | Zahl      | %        |
| -------------------------------------- | ---------- | ---------- | -------- | -------- | ------- | ------ | ------ | ------ | ------- | ------- | ----- | ----- | ----------------- | ----------------- | ------------- | ------------- | --------- | -------- |
| 2011                                   | 245        | 0,02       | 83.208   | 7,23     | 628.044 | 54,59  | 125    | 0,01   | 398.243 | 34,61   | 198   | 0,02  | 38.426            | 3,34              | 2078          | 0,18          | 1.150.567 | 100,00 % |
| Quelle: Ergebnis der Volkszählung 2011 |            |            |          |          |         |        |        |        |         |         |       |       |                   |                   |               |               |           |          |